# فوزية يوسف آدم
فوزية يوسف حاج آدم (بالصومالية: fowsiya yuusuf xaaji aadan)‏ سياسية صومالية، عضو في مجلس الشعب الفيدرالي الصومالي، شغلت منصب وزيرة خارجية جمهورية الصومال الفيدرالية، وتعتبر أول سيدة تتبوء هذا المنصب وأول سيدة تترشح للرئاسة حيث سعت لهذا المنصب في الانتخابات الرئاسية الصومالية 2022.

## الحياة المهنية

### تعيينها وزيرة للخارجية
في 4 نوفمبر 2012 عين رئيس الوزراء عبدي فارح شردون فوزية وزيرة للخارجية ونائبة لرئيس الوزراء. وهي أول سيدة يتم اختيارها للمنصب.

### استرداد الأصول الصومالية المجمدة
في نوفمبر 2012 وجّهت الحكومة الفيدرالية الصومالية طلبًا رسميًا لمجلس الأمن التابع للأمم المتحدة للمساعدة في استرداد الأصول والأموال العامة التي كانت محتجزة في الخارج، حيث قامت المؤسسات المالية العالمية والشركات الأجنبية بتجميد ممتلكات الدولة الصومالية فور انهيار الحكومة المركزية الصومالية عام 1991.
في يناير 2013 لعبت وزيرة الخارجية فوزية يوسف دورا كبيرا في عملية تقييم رسمية أجراها مجلس الوزراء الصومالي تسعى لاستعادة الأصول الوطنية الصومالية، والتي تشمل السفن والطائرات التي يعتقد أنها محتجزة في إيطاليا وألمانيا واليمن. 

### مذكرة تفاهم
في أواخر مايو 2013 وقّعت وزيرة خارجية الصومال مذكرة تفاهم مع نظيرها الإماراتي عبد الله بن زايد آل نهيان بشأن التعاون الثنائي بين البلدين، وأعيدت بموجب مذكرة التفاهم العلاقات الدبلوماسية الرسمية بين الصومال والإمارات العربية المتحدة، كما ركزت أيضًا على القطاعات السياسية والأمنية والاقتصادية والاستثمارية والتنموية. بالإضافة إلى ذلك، أعلنت الحكومة الإماراتية أنها ستعيد فتح سفارتها في مقديشو. 

### اتفاقية تعاون
في أغسطس 2013 وعقب اجتماع مع نائب رئيس مجلس الدولة الصيني وانغ يانغ أعلنت وزيرة الخارجية فوزية أن السلطات الصومالية تتطلع إلى التعاون مع الحكومة الصينية في قطاعات الطاقة والبنية التحتية والأمن القومي والزراعة. من جهته أشاد وانغ بالصداقة التقليدية بين البلدين وأعاد تأكيد التزام الصين بعملية السلام الصومالية.  في سبتمبر 2013 وقّعت الحكومتان اتفاقية تعاون رسمية في العاصمة الصومالية مقديشو كجزء من خطة التعافي الوطني الخمسية في الصومال، وبموجب الاتفاقية قامت السلطات الصينية بإعادة بناء العديد من معالم البنية التحتية والمرافق العامة في العاصمة ومدن أخرى وأهم هذه المرافق: المسرح الوطني والمستشفى الحكومي واستاد مقديشو. بجانب ذلك أشار السفير الصيني ليو جوانجيون إلى أن الصين ستعيد فتح سفارتها في مقديشو على أرض كانت قد تبرعت بها الحكومة الصومالية لهذا الغرض. 

### نهاية فترتها في الوزارة
في 17 يناير 2014 عين رئيس الوزراء المعين حديثا عبد الولي شيخ أحمد الوزير عبد الرحمن دعالي بايلي وزيراً للخارجية ورضوان حرسي محمد نائباً لرئيس الوزراء. 

### الانتخابات الرئاسية الصومالية 2022
ترشحت فوزية يوسف حاج آدم لرئاسة الصومال في انتخابات 2022 الرئاسية الصومالية، وتعتبر أول سيدة ترشحت بشكل رسمي لهذا المنصب 
تشغل فوزية حاليا مقعدا في البرلمان الاتحادي في الصومال